# Cryptocephalus foveatus
Cryptocephalus foveatus es una especie de insecto coleóptero de la familia Chrysomelidae.
Fue descrita científicamente en 2003 por Medvedev.